# シャルル・サミュエル・ジラルデ
シャルル・サミュエル・ジラルデ（Charles Samuel Girardet、1780年11月24日 - 1863年1月16日）はスイスの版画家である。おもにパリで活動した。 

## 略歴
現在のヌーシャテル州のル・ロックルに生まれた。父親のサミュエル・ジラルデは書店、出版社を経営していて、家族の多くは、デザイナー、版画家として働いた。兄弟のアブラハム・ジラルデ（Abraham Girardet: 1764-1823)、アブラハム・ルイ・ジラルデ(Abraham Louis Girardet: 1772-1821)、アレクサンドル・ジラルデ(Alexandre Girardet: 1767-1836)、ジュリー・ジラルデ(Julie Girardet: 1769-1817)は版画家や画家になった。 兄たちから版画を学び、1805年にパリで活動している兄、アブラハム・ジラルデのもとに移り、修行を続け、1811年からはリトグラフの技術を学び、オーストリアの地理学者、ヨハン・ヒュブナー(Johann Hübner)の著作「Histoires de la Bible」の挿絵を制作した。この時代にスイス出身の画家、ルイ＝レオポール・ロベール(1794-1835)を教えている。1813年にル・ロックルに戻り、1822年までル・ロックルで活動した。
1823年に再びパリに移り、パリではレリーフ彫刻の研究もした。1831年にパリの全国産業振興協会(Société d'encouragement à l'industrie nationale)で賞を受賞し、1832年に金賞を受賞した。
息子のカール・ジラルデ(Karl Girardet、本名:Charles Girardet: 1813-1871)とエドゥアール・ジラルデ(Edouard-Henri Girardet: 1819-1880)、ポール・ジラルデ(Paul Girardet: 1821-1893)らは画家や版画家、イラストレータになった。エドゥアールの子、アンリ・ジラルデや、ポールの子、ウジェーヌ・ジラルデ、ジュール・ジラルデも画家として知られている。

## 作品

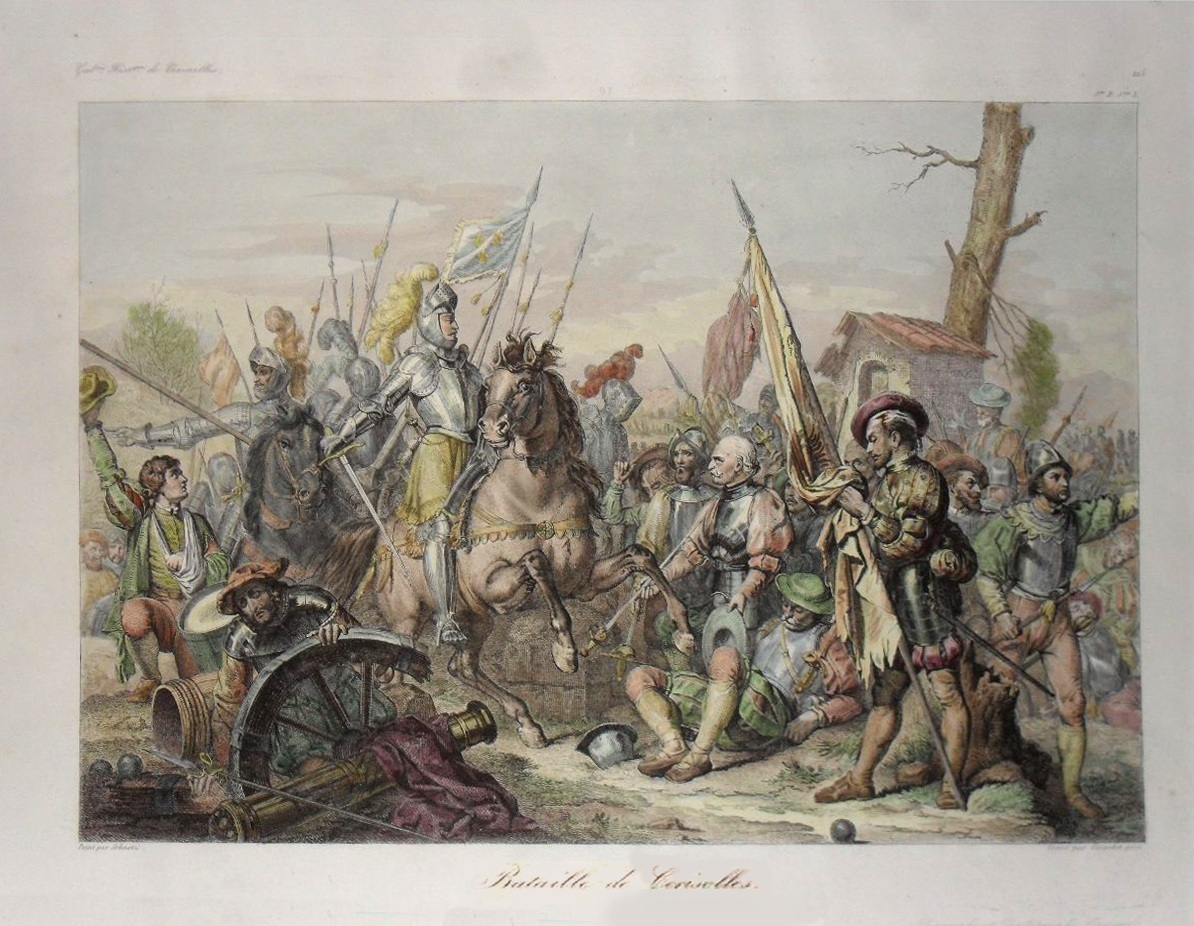
チェレゾーレの戦い
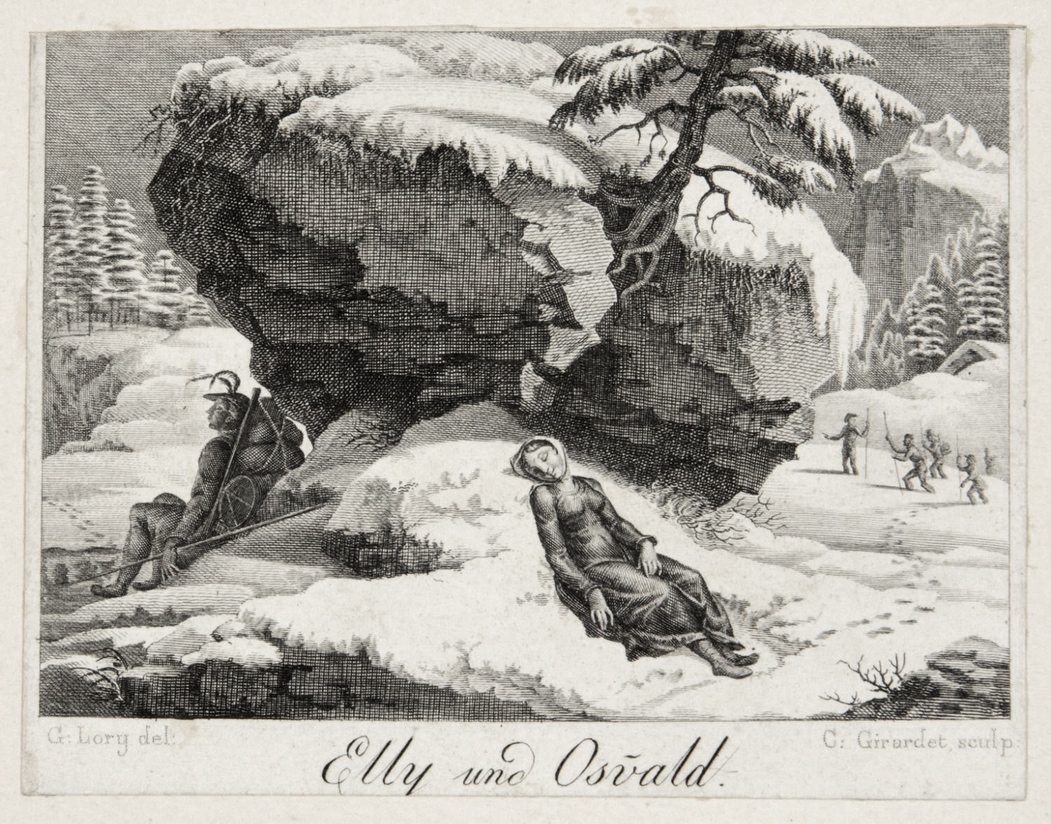
ガブリエル・ローリーの原画による版画「Elly und Osvald」